# スー・ドッグ
スー・ドッグ（英：Sioux Dog）とは、アメリカ合衆国のインディアン部族、スー族によって飼育されている珍しい犬種である。スー族の言葉では「シュンカ」という。

## 歴史
生い立ちなどは全く分かっていないが、非常に古くから存在していた犬種で、最盛期には5万頭ものスー・ドッグが飼育されていた。この頭数はインディアンが作り出した犬種の中ではテチチ、コモン・インディアン・ドッグ、プレーンズ・インディアン・ドッグの20万頭についで頭数が多かった。
スー・ドッグはスー族に非常に大切にされ、厳格な犬質管理が行われている。交配を行う際は優秀なもののみを選んで行い、生まれた仔犬のうちスタンダード（犬種基準）を満たさなかったものは成犬になると去勢が行われ、雌も繁殖に使わないようにしていた。又、仔犬が生まれたときは狩猟でとった獲物を川に投げ込み、仔犬が元気で丈夫に成長できるように儀式が行われる。
本種は多目的に使役されていた犬種で、雪上ではそりを引き、陸上ではトラヴォイ（Travois）という荷物運搬用の棒（ティピーの柱である）を引き、猟犬として狩猟を行い、番犬として村の見張りを行ったり、ペットとしても飼育されていた。又、生贄として食用にされ、大事な客が来たときには1頭が犠牲となり、神聖な料理として調理されて客にもてなされる。これは客に対して深い友好の情を示した証で、今後も仲良く付き合って生きたいという気持ちを表している。こういったもてなしや、儀式での食用は現在も行われている。
現在はアメリカ合衆国政府によってインディアン部族の移動が禁止され、狩猟を行う権利を剥奪されたため頭数も減少したが、昔と同じように大切に飼育され続けている。アメリカ国内でも珍しい犬種のため、外国では全く飼育されていない。

## 特徴
がっしりとした体格の大型犬で、ふわふわのロングコートを持っていてオオカミのような外見をしている。毛色はホワイト、ホワイト・アンド・ブラック、ブラック、グレー。目は円く、三角形の立ち耳、ふさふさした垂れ尾を持つ。性格は穏やかで従順、大人しい。

## 参考
『デズモンド・モリスの犬種事典』（誠文堂新光社）デズモンド・モリス著書、福山英也、大木卓訳 誠文堂新光社、2007年